# Angela Kordež
Angela Kordež, slovenska smučarska tekačica, * 22. maj 1926, Kropa. - umrla pred 2015?
Kordeževa je za Jugoslavijo nastopila na Zimskih olimpijskih igrah 1952, kjer je v teku na 10 kilometrov osvojila 16. mesto.
Njen brat je bil prav tako smučarski tekač in olimpijec Matevž Kordež.